# Ministero dell'interno (Iran)
Il Ministero dell'interno è il dicastero del governo della Repubblica Islamica dell'Iran.

## Funzioni
Nello specifico, il Ministero degli Interni ha il compito, tra l'altro, di:
- proteggere la sicurezza interna
- essere in grado di raggiungere e conseguire le libertà politiche e sociali e promuovere la partecipazione pubblica
- proteggere e preservare i risultati della Repubblica Islamica dell'Iran attraverso partecipazioni pubbliche
- guidare e sostenere i consigli islamici e la supervisione sulle loro attività
- coordinare e guidare i governi provinciali per soddisfare le politiche generali e i piani governativi
- guidare e supervisionare gli affari esteri e l'emigrazione
- attuare politiche generali del governo per progredire nei piani sociali, economici e di sviluppo
- pianificare le elezioni
- coordinare lo sviluppo rurale e urbano, supportare e gestire i distretti rurali
- superare le crisi causate da disastri naturali e incidenti imprevisti